# 劍橋郡
劍橋郡（英語：Cambridgeshire）是位於英格兰东盎格利亚地區的郡，位於林肯以南，諾福克和薩福克以西，埃塞克斯、赫特福德以北，貝德福德、北咸頓以東，政府駐地為劍橋。現時的劍橋郡於 1974 年形成，合併了當時的劍橋郡和伊利島、亨廷登-彼得伯勒郡。硅沼也大部分位於劍橋郡境內。
劍橋郡是 34 個非都市郡之一，實際管轄5個非都市區，佔地 3,046 平方公里（第 15），有 589,600 人口（第 20）；如看待成 48 個名譽郡之一，它名義上包含多一個單一管理區─彼得伯勒，後者佔地增至 3,389 平方公里（第 15），人口增至 752,900 （第 29）。

## 行政區劃

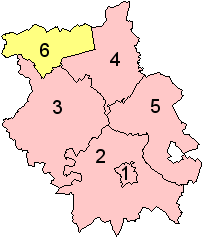
1. 劍橋
2. 南劍橋郡
3. 亨廷登郡
4. 芬蘭
5. 東劍橋郡
6. 彼得伯勒（單一管理區）

劍橋郡是非都市郡，實際管轄5個非都市區：劍橋（城市）、南劍橋郡（South Cambridgeshire）、亨廷登郡（Huntingdonshire）、芬蘭（Fenland）、東劍橋郡（East Cambridgeshire）；如看待成名譽郡，它名義上包含多1個單一管理區：彼得伯勒（Peterborough；城市）。

## 地理
下圖顯示英格蘭48個名譽郡的分佈情況。劍橋郡北與林肯郡相鄰，東（上半部）與諾福克郡相鄰，東（下半部）與薩福克郡相鄰，南與埃塞克斯郡相鄰，西（上半部）與北安普敦郡相鄰，西（下半部）與貝德福德郡相鄰。